# Arnhim Eustace
Arnhim Eustace, né le 5 octobre 1944, est un économiste et homme politique vincentais, Premier ministre de son pays pendant six mois entre 2000 et 2001,.

## Biographie
Arnhim Ulric Eustace est né le 5 octobre 1944 à Saint-Vincent. Il suit ses études secondaires à la St. Vincent Grammar School puis des études d'économie à l'Université Sir-George-Williams University de Montréal, où il obtient un Bachelor puis à l'Université de Windsor où il obtient une Maîtrise universitaire ès sciences en Économie du développement. À 27 ans, Arnhim Eustace devient le plus jeune secrétaire permanent de Saint-Vincent-et-les Grenadines et est affecté au ministère de l'Agriculture. En 1976, il démissionne de la fonction publique. Pendant environ un an après son départ, il est pêcheur dans les eaux au large d'Edinboro. En 1977, William Demas (en) le recrute à la Banque de développement des Caraïbes. Eustace et sa famille déménagent à la Barbade où ils vivent pendant seize ans et Eustace y mène une carrière que l'amène à la direction des projets et numéro trois de la CDB.
Il rentre à Saint-Vincent en 1993 pour devenir conseiller du gouvernement en matière fiscale. Il devient aussi président de la Windward Islands Banana Development and Exporting Company, société chargée de l'exportation des bananes de Saint-Vincent vers l'Europe, ainsi que de ses filiales au Royaume-Uni. À ce titre, il dirige l'équipe de négociation pour l'acquisition de GEEST Bananas en joint-venture avec Fyffes. Eustace est aussi président du National Insurance Scheme (NIS) et représentant du gouvernement au conseil d'administration de l'East Caribbean Group of Companies (ECGC), une société chargée d'importer des produits d'alimentation à Saint-Vincent.
Arnhim Eustace démissionne pour concourir aux Élections législatives dans la cisconscription d'East Kingstown sous les couleurs du Nouveau Parti démocratique (NDP). Il est élu et devient ensuite ministre des Finances, du Plan et de la Fonction publique dans le gouvernement de James Fitz-Allen Mitchell. En 2000, il est élu chef du NDP et devient Premier ministre de Saint-Vincent-et-les Grenadines à la suite de la démission de James Fitz-Allen Mitchell le 27 octobre 2000.
Aux élections générales du 28 mars 2001, le Nouveau Parti démocratique subi une défaite en perdant cinq sièges et ne conservant que trois sur quinze des sièges. Eustache est réélu et devient chef de l'opposition face au gouvernement de Ralph Gonsalves. Depuis, le NDP regagne peu à peu du terrain à chaque élections. En 2016, il démissionne de ses fonctions à la tête du NDP et de l'opposition, tout en restant député.